# Głowaczewo (powiat kołobrzeski)
Głowaczewo – osada w północno-zachodniej Polsce, położona w województwie zachodniopomorskim, w powiecie kołobrzeskim, w gminie Kołobrzeg. W 2011 r. utworzono sołectwo Głowaczewo, powstałe z podzielenia sołectwa Karcino.
Głowaczewo jest położone nad końcowym odcinkiem Dębosznicy, odchodzącej od jazu Łużanki. Dębosznica uchodzi nieopodal do rzeki Błotnicy.

## Komunikacja
- przez miejscowość przebiega droga powiatowa nr 3355Z z Karcina do Kołobrzegu[4].
- przez miejscowość przebiega trasa linii kolejowej nr 402 (Kołobrzeg-Gryfice). W miejscowości znajduje się przystanek kolejowy Głowaczewo.

## Pomniki przyrody
Na cmentarzu wojennym znajduje się grupa 43 dębów szypułkowych o obwodach od 237 do 252 cm, które są pomnikami przyrody.

## Historia
W czasie II wojny światowej Niemcy utworzyli we wsi podobóz pracy przymusowej obozu jenieckiego Stalag II D.

## Przypisy

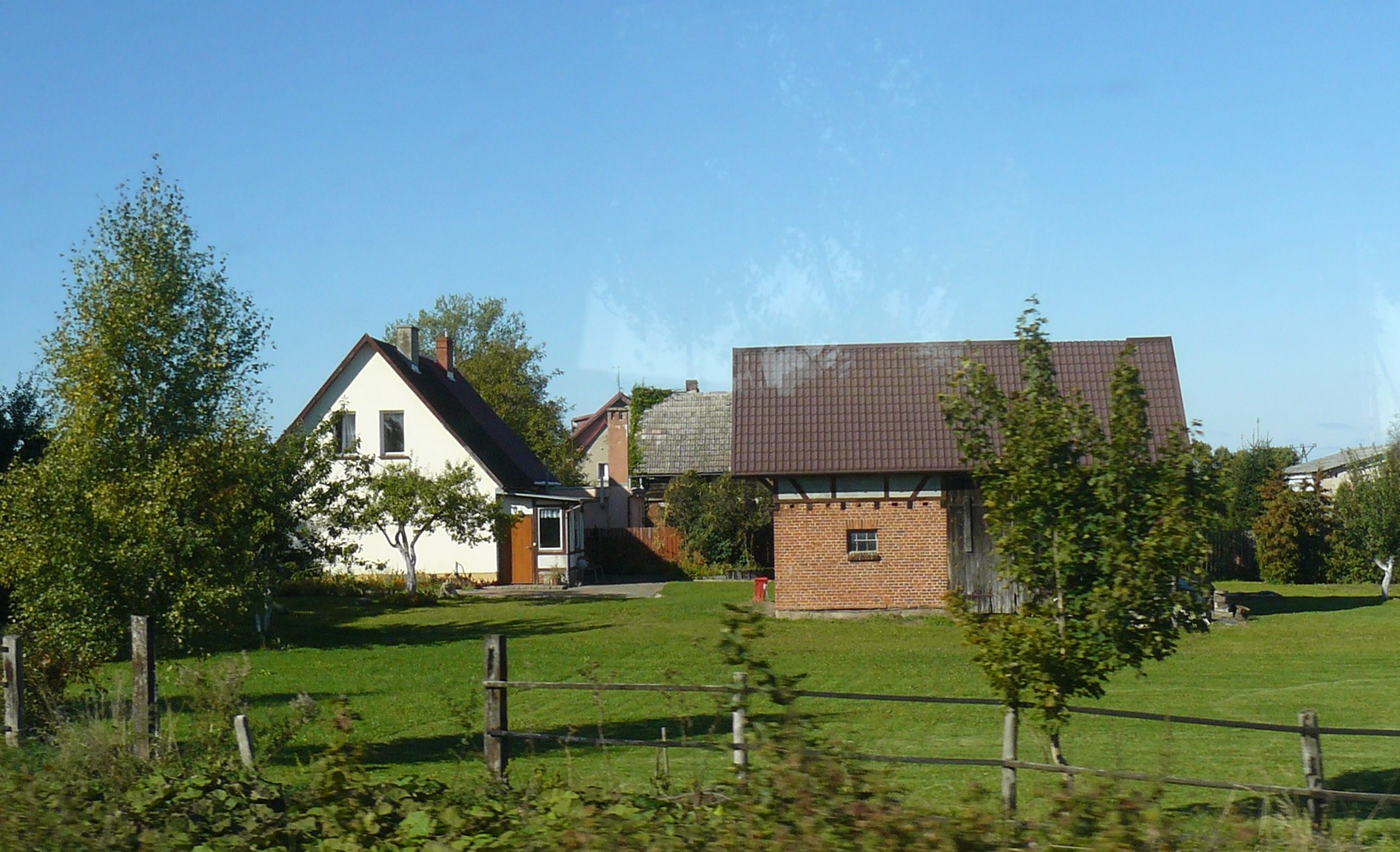
Zabudowa wsi